# 索爾茲伯里 (紐約州拿騷縣)
索爾茲伯里（英語：Salisbury）是位於美國紐約州拿騷縣的普查規定居民點。

## 人口
根據2020年美國人口普查的數據，索爾茲伯里的面積為4.56平方千米，皆為陸地。當地共有人口12618人，而人口密度為每平方千米2,767.11人。